# Nati nel 1536
| Questa pagina contiene informazioni ricavate automaticamente dalle voci biografiche con l'ausilio del template Bio e di un bot. L'aggiornamento è periodico e automatico e ricostruisce completamente la pagina. Se manca una persona in questa lista, sei pregato di non aggiungerla, ma accertati piuttosto che la sua voce biografica contenga il template Bio e che i dati anagrafici siano correttamente compilati. Se il template Bio manca, inseriscilo tu stesso o, in alternativa, metti l'avviso {{tmp\|Bio}} che ne segnala la mancanza. Se i dati riportati sono sbagliati, correggi direttamente la voce biografica; le modifiche saranno visibili in questa lista entro pochi giorni. Per chiarimenti vedi il progetto biografie. La lista contiene solo le 78 persone che sono citate nell'enciclopedia e per le quali è stato implementato correttamente il template Bio. Pagina aggiornata al 18 ago 2025. |

## Gennaio(3)
- 1º gennaio - Diego de Zúñiga, filosofo spagnolo
- 6 gennaio - Ludovico Agostini, letterato italiano († 1609)
- 22 gennaio - Filiberto di Baden-Baden, nobile tedesco († 1569)

## Febbraio(7)
- 2 febbraio - Scévole de Sainte-Marthe, poeta, umanista e politico francese († 1623)
- 2 febbraio - Piotr Skarga, teologo, scrittore e gesuita polacco († 1612)
- 6 febbraio - Sassa Narimasa, militare giapponese († 1588)
- 12 febbraio - Leonardo Donà, doge († 1612)
- 16 febbraio - Margherita d'Asburgo, nobile austriaca († 1567)
- 16 febbraio - Antoine Loysel, giurista e avvocato francese († 1617)
- 24 febbraio - Papa Clemente VIII, papa, vescovo cattolico e cardinale italiano († 1605)

## Marzo(2)
- 10 marzo - Thomas Howard, IV duca di Norfolk, nobile inglese († 1572)
- 31 marzo - Ashikaga Yoshiteru, militare giapponese († 1565)

## Aprile(2)
- 1º aprile - Antonio Talpa, religioso italiano († 1624)
- 8 aprile - Barbara d'Assia, nobile tedesca († 1597)

## Maggio(2)
- 12 maggio - Celio Magno, poeta italiano († 1602)
- 20 maggio - Shimazu Yoshitora, militare giapponese († 1585)

## Luglio(2)
- 16 luglio - Cesare d'Avalos, nobile, militare e politico italiano († 1614)
- 24 luglio - Giacomo Contarini, nobile italiano († 1595)

## Agosto(2)
- 10 agosto - Caspar Oleviano, teologo e predicatore tedesco († 1587)
- 14 agosto - Renato di Guisa, nobile francese († 1566)

## Settembre(2)
- 6 settembre - Cesare I Gonzaga, nobile italiano († 1575)
- 8 settembre - Pietro Bembo, vescovo cattolico italiano († 1589)

## Ottobre(2)
- 21 ottobre - Gioacchino Ernesto di Anhalt, nobile tedesco († 1586)
- 28 ottobre - Felix Platter, medico, anatomista e botanico svizzero († 1614)

## Novembre(3)
- 11 novembre - Marcantonio Memmo, doge († 1615)
- 21 novembre - Jean Vauquelin de La Fresnaye, poeta e scrittore francese († 1606)
- 22 novembre - Giovanni VI di Nassau-Dillenburg, conte olandese († 1606)

## Dicembre(4)
- 5 dicembre - Santi di Tito, pittore e architetto italiano († 1603)
- 6 dicembre - Giovanni Francesco Bonomi, vescovo cattolico italiano († 1587)
- 26 dicembre - Yi I, scrittore coreano († 1584)
- 29 dicembre - Alvise Pasqualigo, scrittore italiano († 1576)

## Senza giorno specificato(47)
- Elena Anguissola, pittrice e monaca cristiana italiana
- Asakura Kagetake, militare giapponese († 1575)
- Innico d'Avalos d'Aragona, cardinale e vescovo cattolico italiano († 1600)
- Giovanni Francesco Bordini, arcivescovo cattolico italiano († 1609)
- Mabel Browne, nobildonna inglese († 1610)
- Antonio Calcagni, scultore italiano († 1593)
- Vincenzo Campi, pittore italiano († 1591)
- Serafino Capponi, teologo italiano († 1614)
- Chŏng Ch'ŏl, politico e poeta coreano († 1593)
- Ignazio Danti, matematico, astronomo e vescovo cattolico italiano († 1586)
- Juan Fernández, esploratore e navigatore spagnolo († 1604)
- Ferdinando Ferrero-Fieschi, vescovo cattolico italiano († 1580)
- Antonio Foler, pittore italiano († 1616)
- Juan de Fuca, navigatore e esploratore greco († 1602)
- Teodoro Ghisi, pittore italiano († 1601)
- Giovanni Giovine, scrittore e prete italiano
- Gian Gerolamo Grumelli, nobile italiano († 1610)
- Gürcü Mehmed Pascià, politico ottomano († 1626)
- Hatakeyama Yoshitsuna, militare giapponese († 1594)
- Henry Hastings, III conte di Huntingdon, nobile inglese († 1595)
- Remigius Hogenberg, incisore tedesco († 1574)
- Charles Howard, I conte di Nottingham, nobile, politico e militare britannico († 1624)
- Ikeda Tsuneoki, militare giapponese († 1584)
- Inawashiro Morikuni, militare giapponese
- Marc'Antonio Ingegneri, compositore italiano († 1592)
- Kunohe Masazane, militare giapponese († 1582)
- Claude de La Châtre, nobile e militare francese († 1614)
- George van Lalaing, nobile olandese († 1581)
- Antonio Lodron di Castellano, nobile e religioso italiano († 1615)
- Giovanni Pietro Maffei, religioso e scrittore italiano († 1603)
- Makara Naotaka, militare giapponese († 1570)
- Antoni de Montserrat, presbitero e cartografo spagnolo († 1600)
- Cesare Nebbia, pittore italiano († 1614)
- Andrea Nicolio, storico italiano († 1587)
- Paris Nogari, pittore italiano († 1601)
- Ottaviano Mascherino, architetto italiano († 1606)
- Oda Nobuyuki, militare giapponese († 1557)
- Gregorio Petrocchini, cardinale e vescovo cattolico italiano († 1612)
- Gerolamo Ragazzoni, vescovo cattolico e umanista italiano († 1592)
- Domenico Ragnina, poeta italiano († 1607)
- Giambattista Raimondi, filosofo, matematico e orientalista italiano († 1614)
- Wolf Rumpf, politico e ambasciatore tedesco († 1606)
- Balthasar Russow, storico tedesco († 1600)
- Thomas Sackville, I conte di Dorset, politico, poeta e drammaturgo inglese († 1608)
- Manno Sbarri, orafo italiano († 1576)
- Juan de Mariana, gesuita, teologo e storico spagnolo († 1624)
- Henri de Monantheuil, matematico e medico francese († 1606)